# Retrato de Friedrich Nietzsche
El retrato de Friedrich Nietzsche o Friedrich Nietzsche es una pintura del pintor noruego Edvard Munch del año 1906. Es un retrato del filósofo alemán Friedrich Nietzsche, que había muerto seis años antes. Por lo tanto, contrariamente a su forma habitual de trabajar, Munch tuvo que recurrir a fotografías del modelo para plasmarlo. La imagen se remonta a una sugerencia de Elisabeth Förster-Nietzsche y fue un encargo del empresario y coleccionista de arte sueco Ernest Thiel. Hoy se exhibe en la galería Thielska de Estocolmo, al que él la donó. En el mismo año, Munch pintó un segundo retrato de Nietzsche más estrecho, que permaneció en su poder y se muestra en el Museo Munch de Oslo.

## Descripción
El retrato muestra la figura de Nietzsche más grande que el natural, con una altura de dos metros, hasta el muslo. Según Reinhold Heller, el filósofo está en una pose muy erguida y poderosa. Hilde M.J. Rognerud la llama "educada". Lleva camisa blanca, y chaleco, corbata y abrigo largo, todos en tonos azul oscuro. Se apoya contra un parapeto con el brazo derecho. Mira el paisaje en tres cuartos de perfil. La forma de las manos muestra un procesamiento posterior: Munch redujo los contornos de las manos inicialmente más grandes con pintura en blanco y negro. La diagonal de la barandilla conduce hacia arriba en una perspectiva empinada desde la esquina inferior izquierda y separa un triángulo marrón.
Al igual que la diagonal empinada, las estructuras amarillas contorneadas de rojo del cielo también recuerdan al conocido cuadro de Munch El grito, pero ahora dominan los tonos amarillos y blancos, solo atravesados por unas pocas "franjas de fuego" rojas. Según Hans Dieter Huber, esto conduce a un estado de ánimo mucho más tranquilo y moderado. El paisaje a la izquierda tras el parapeto está formado por franjas de campos y río en diferentes tonalidades de verde, amarillo y azul. En un recodo del río se puede ver un castillo blanco con tres edificios. A izquierda y derecha, detrás de los hombros de Nietzsche, se levantan crestas azules que provocan la impresión de que al filósofo le están creciendo alas.
La versión del Museo Munch es tan grande como la de la galería Thielska, pero más estrecha, lo que la hace parecer más concurrida e inquieta. La sección de paisaje es más pequeña. En cualquier caso, según Hans Dieter Huber, el paisaje y la figura sólo están esbozados “de una forma muy sencilla y muy esquemática”. Los campos verdes no se diferencian en color de las montañas, el castillo apenas sugerido solo se puede adivinar. A excepción de la cabeza cuidadosamente diseñada, Detlef Brennecke describe una forma apresurada de pintar con pinceles parcialmente sin limpiar, en la que los tonos verdes, azules, amarillos y marrones “brillan entre sí”, formando rayas, manchas y salpicaduras. El abrigo de Nietzsche y las laderas de las montañas en forma de alas tienen un tinte púrpura. En esta versión, el cielo, con sus tonos amarillos y naranjas, recuerda aún más al Grito. Según Huber, crea "una atmósfera febril y enfermiza [...]. Rara vez se ha llevado al lienzo un amarillo tan frío y venenoso." 

## Interpretación

### Un Zaratustra alado
Munch escribió para explicar su motivo: “Lo retraté [a Nietzsche] como el poeta de Zaratustra entre las montañas de su cueva. Se para en su porche y mira hacia un valle profundo. Un sol brillante se eleva sobre las montañas. Uno puede imaginar el lugar del que está hablando como uno en el que se encuentra en la luz pero anhela la oscuridad, pero también muchas otras cosas".  Munch se refiere al pasaje La canción nocturna de Así habló Zaratustra:" Yo soy luz: ¡oh, si fuera noche! Pero esta es mi soledad, que estoy ceñido de luz“.  Según Detlef Brennecke, este era un pasaje de la obra de Nietzsche preferido de Munch, que había marcado con un marcapáginas de cinta en su edición. Expresa un antagonismo en la naturaleza de Zoroastro y Nietzsche, quienes dejan que "obras como el miedo, el grito y la desesperación resuenen en el sublime estado de ánimo de la imagen". 
Hilde M.J. Rognerud se refiere a un pasaje De la virtud otorgadora: “Y ese es el gran mediodía, cuando el hombre se para en medio de su camino entre el animal y el superhombre y celebra su camino hacia la noche como su mayor esperanza: porque es el camino a una nueva mañana. Entonces el que se sumerja se bendecirá a sí mismo por ser un hombre que pasa; y el sol de su conocimiento lo mantendrá al mediodía“.  En este sentido, ella interpreta el motivo como un Zaratustra alado en un estado trascendente entre el animal - las manos originalmente del tamaño de garras, la mirada de águila con alas de montaña, el río serpentino - y el superhombre, entre una existencia en el "Valle de la Serpiente" y un Más Allá bajo el sol de Zoroastro.

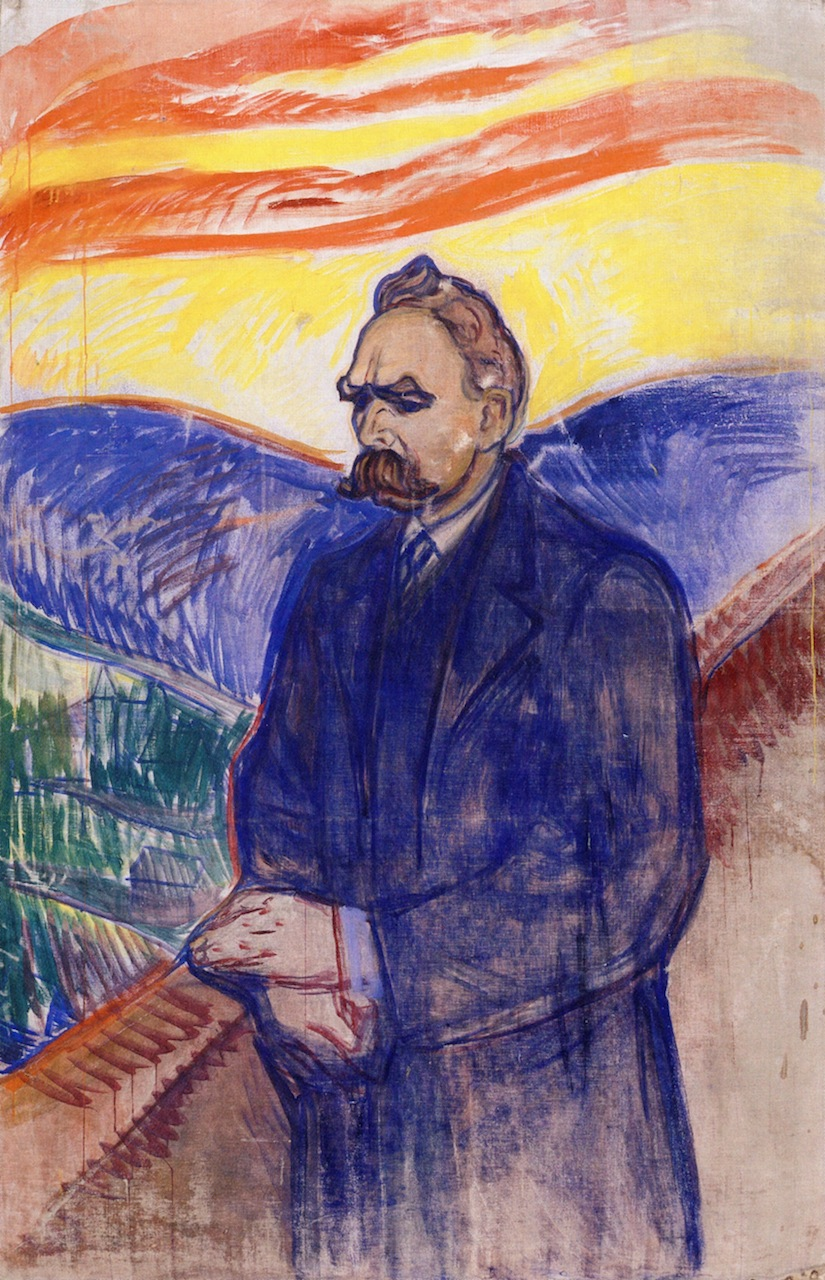
Retrato de Friedrich Nietzsche, Museo Munch, Oslo; 1906.

### La influencia de Nietzsche en Munch
Con conferencias del historiador cultural Georges Brandes en la Universidad de Copenhague en la primavera de 1888, el filósofo alemán Friedrich Nietzsche se hizo conocido y rápidamente popular en Escandinavia. El pintor entró en contacto con admiradores de Nietzsche como el escritor polaco Stanisław Przybyszewski a más tardar en el bar de artistas berlinés Zum schwarzen Ferkel, que Munch frecuentaba desde 1892. Escribió los primeros escritos sobre la obra de Munch y contribuyó decisivamente a identificar una influencia del filósofo alemán en ella, interpretación de la que se hicieron cargo intérpretes posteriores como Gösta Svenæus, Reinhold Heller o Jürgen Krause. Matthias Arnold también informa que Munch era "un entusiasta admirador y lector de Schopenhauer y Nietzsche".
Detlef Brennecke señala, sin embargo, que en las notas y diarios de Munch, hasta el trabajo sobre el retrato de Nietzsche, apenas se hace referencia al filósofo alemán y que en 1918 negó cualquier influencia de "contactos alemanes" en el friso de la vida. En la evaluación de Brennecke, Munch no tenía un gran conocimiento de las obras de Nietzsche, y aunque el retrato estaba compuesto de piezas extraídas de ellas, declaró que habían sido leídas solo de manera superficial. Al final, la imagen contradice la dogmática del filósofo (por ejemplo, su rechazo del simbolismo), así como la estética del pintor (por ejemplo, su lema "No pinto lo que veo, sino lo que vi"), de modo que Brennecke habló tanto de un "pseudo-munch" como de un "anti-Nietzsche". Después de todo, Hilde M.J. Rognerud ve un “cambio de estilo” iniciado por el “medio filosófico-religioso y místico de Weimar” en el arte de Munch, que se puede rastrear en el retrato final.

### Contraimagen alGrito
Reinhold Heller pone en juego la interpretación de que Munch creó un autorretrato idealizado en la figura de Nietzsche. El pintor siempre estuvo al acecho de modelos a seguir con amigos, personajes literarios o históricos, y la influencia de Nietzsche en su círculo de amistades lo había predestinado como figura de identificación. En este sentido, para él, la composición del retrato de Nietzsche no solo se relaciona formalmente con la famosa pintura de Munch El grito, en lo que respecta al diseño del cielo y las líneas descendentes. Ahora, sin embargo, son las líneas que se esfuerzan hacia arriba desde la parte inferior izquierda hasta la parte superior derecha las que, según la interpretación del siglo XIX, simbolizan un estado de ánimo constructivo y afirmativo.

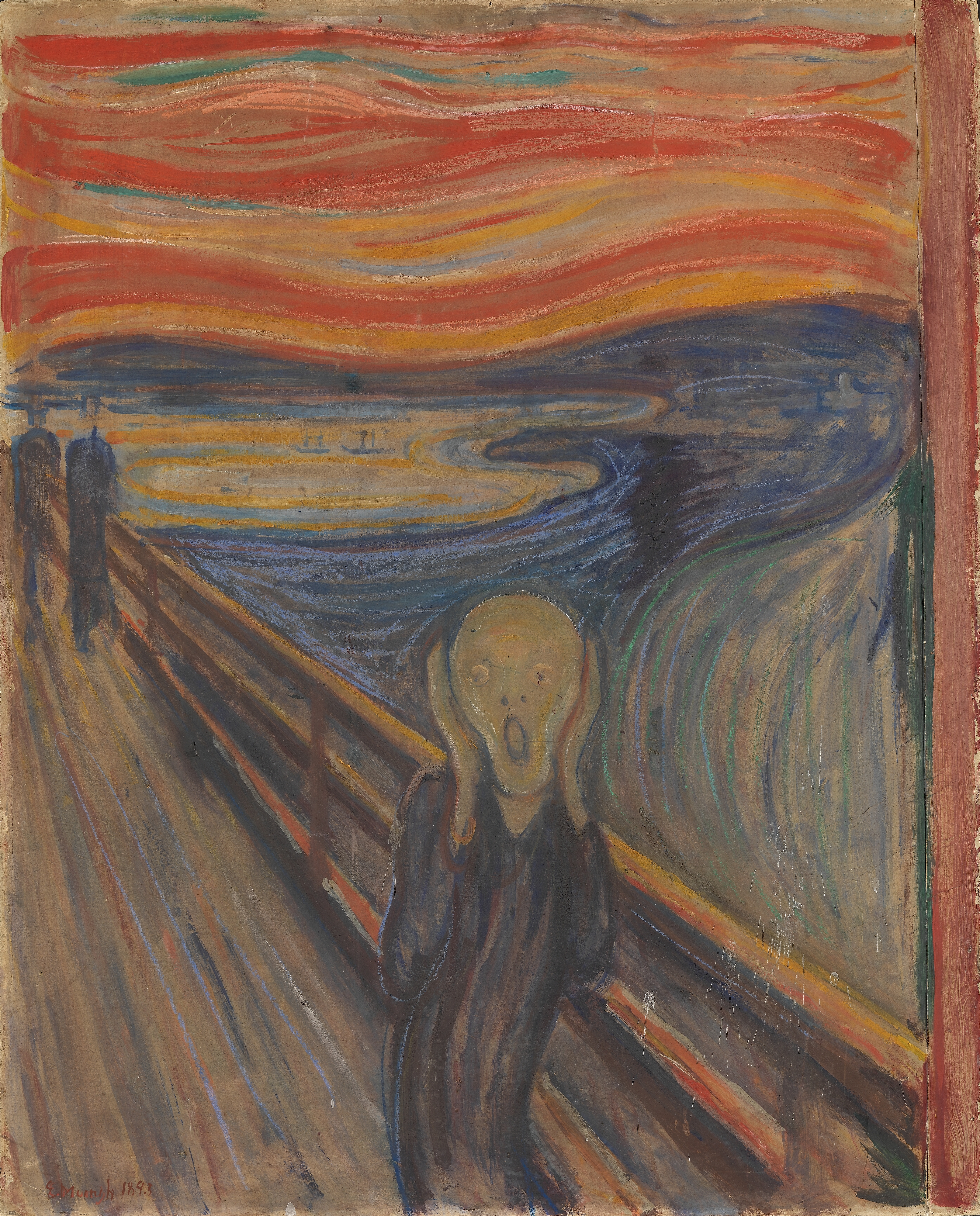
El grito (1893), óleo, témpera y pastel sobre cartón, 91 × 73,5 cm, Galería Nacional de Noruega, Oslo.
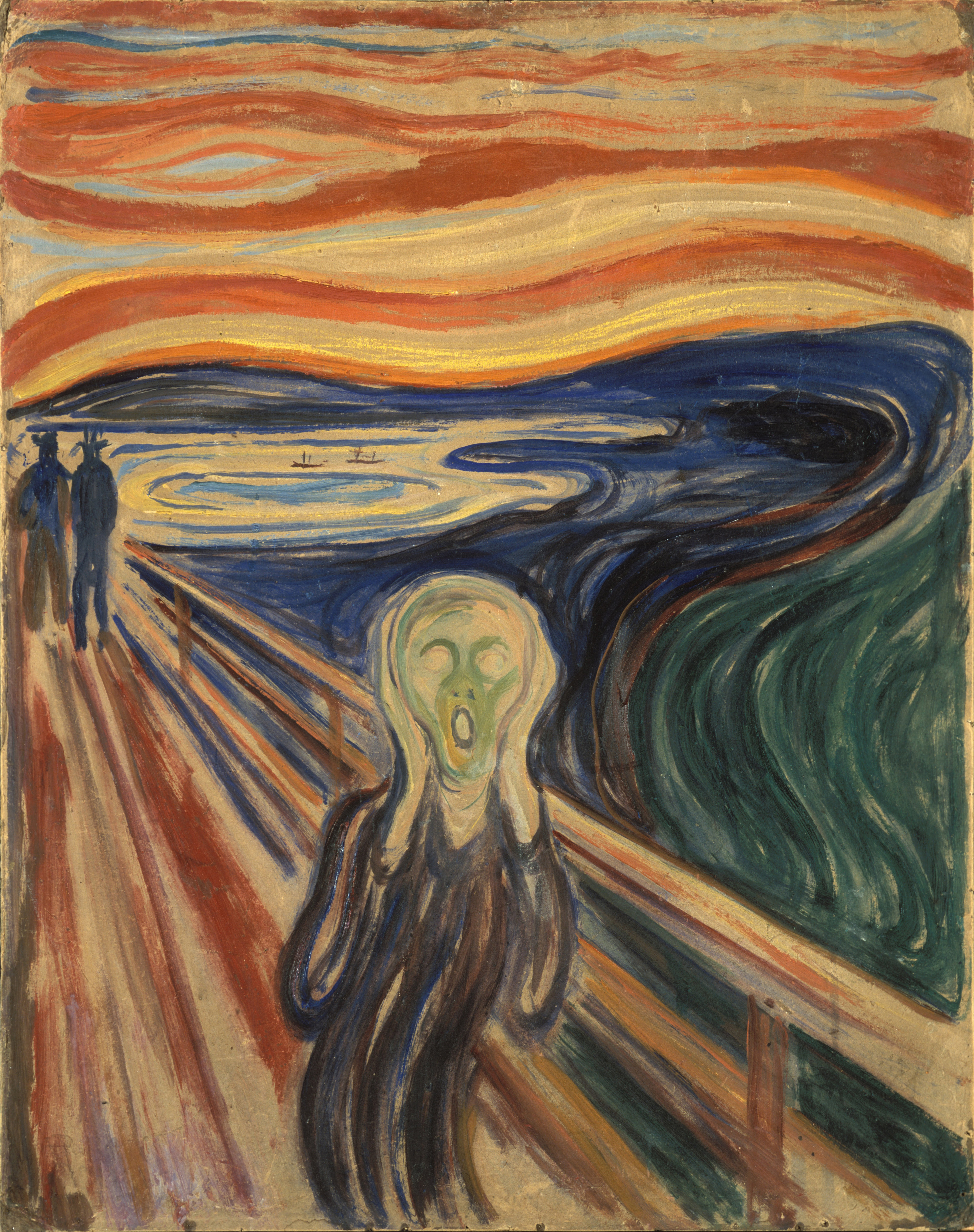
El grito (1910), óleo y temple sobre cartón, 83 × 66 cm, Museo Munch de Oslo.

En lugar de gritar como la figura del cráneo terriblemente torcida, la figura de Nietzsche en el retrato se mantiene erguida y tranquila, llena de fuerza interior y seguridad en sí misma. Mira a través del abismo hacia un paisaje como si lo estuviera examinando y aceptándolo, sin ser molestado por pensamientos negativos y premoniciones destructivas. Con su aura de calma y estabilidad, según Heller, el retrato es casi "la antítesis emocional" del Grito y refleja un sueño de salud que Munch, que tenía problemas emocionales y de salud, pudo haber acariciado durante estos años. En cierto sentido, la imagen retrata el yo ideal que a Munch le hubiera gustado ser y con el que se habría enfrentado a la vida de forma afirmativa, en comparación con la verdadera imagen de su yo interior en el Grito .

## Historia
Entre 1902 y 1908 Munch tuvo dos residencias. Pasó los veranos en Noruega, especialmente en Åsgårdstrand, y los inviernos en Berlín, Alemania, donde tuvo un éxito especial con su arte. Durante estos años, Munch no añadió más motivos a su friso de la vida, sino que se convirtió en un retratista codiciado que residía con sus clientes mientras trabajaba en las pinturas. En la primavera de 1904 viajó a Weimar por primera vez para realizar un retrato del conde Harry Kessler. Conoció a Elisabeth Förster-Nietzsche, hermana del difunto filósofo, a través del arquitecto Henry Van de Velde. Esto a su vez aseguró el contacto con el banquero sueco Ernest Thiel, quien era un gran admirador de Nietzsche y había traducido algunas de sus obras al sueco. Además, ya era dueño de una pintura de Munch y estaba planeando nuevas adquisiciones. Rápidamente nació la idea de un retrato por encargo financiado por Thiel, en el que también se creó un retrato de la hermana como subproducto.

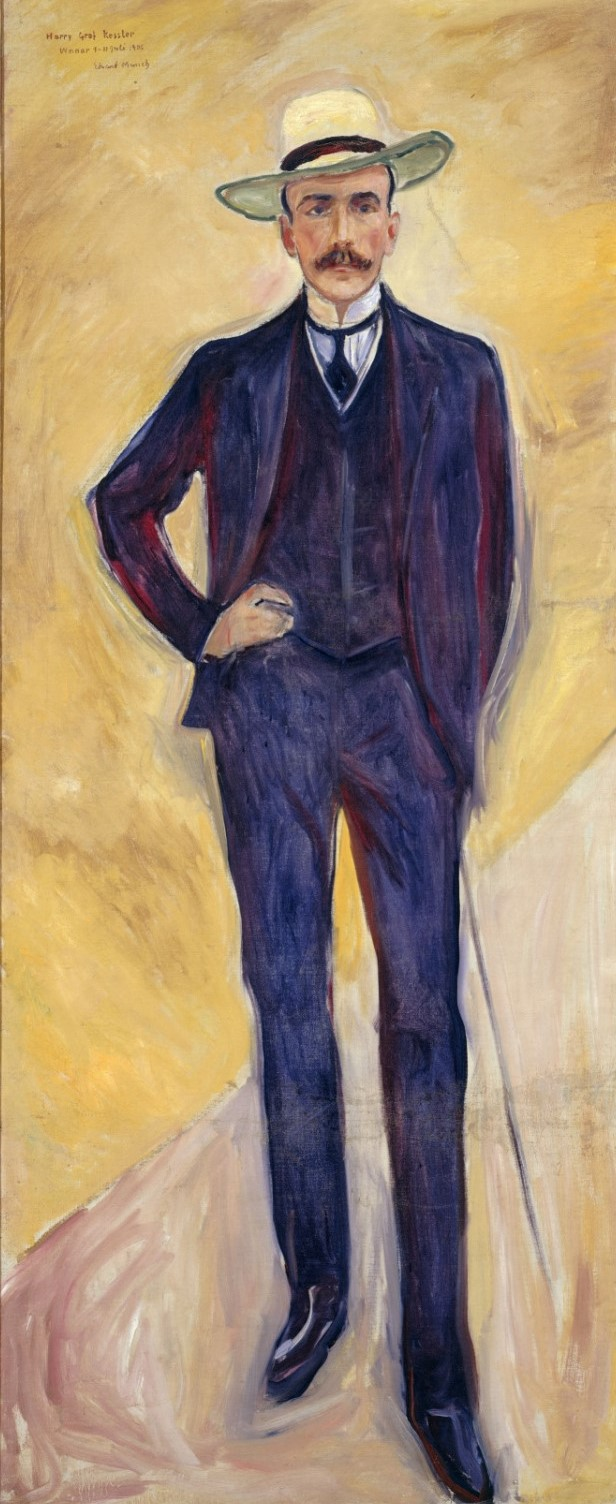
Edvard Munch: Conde Harry Kessler (1906), óleo sobre lienzo, 200 × 84 cm, Neue Nationalgalerie, Berlín.
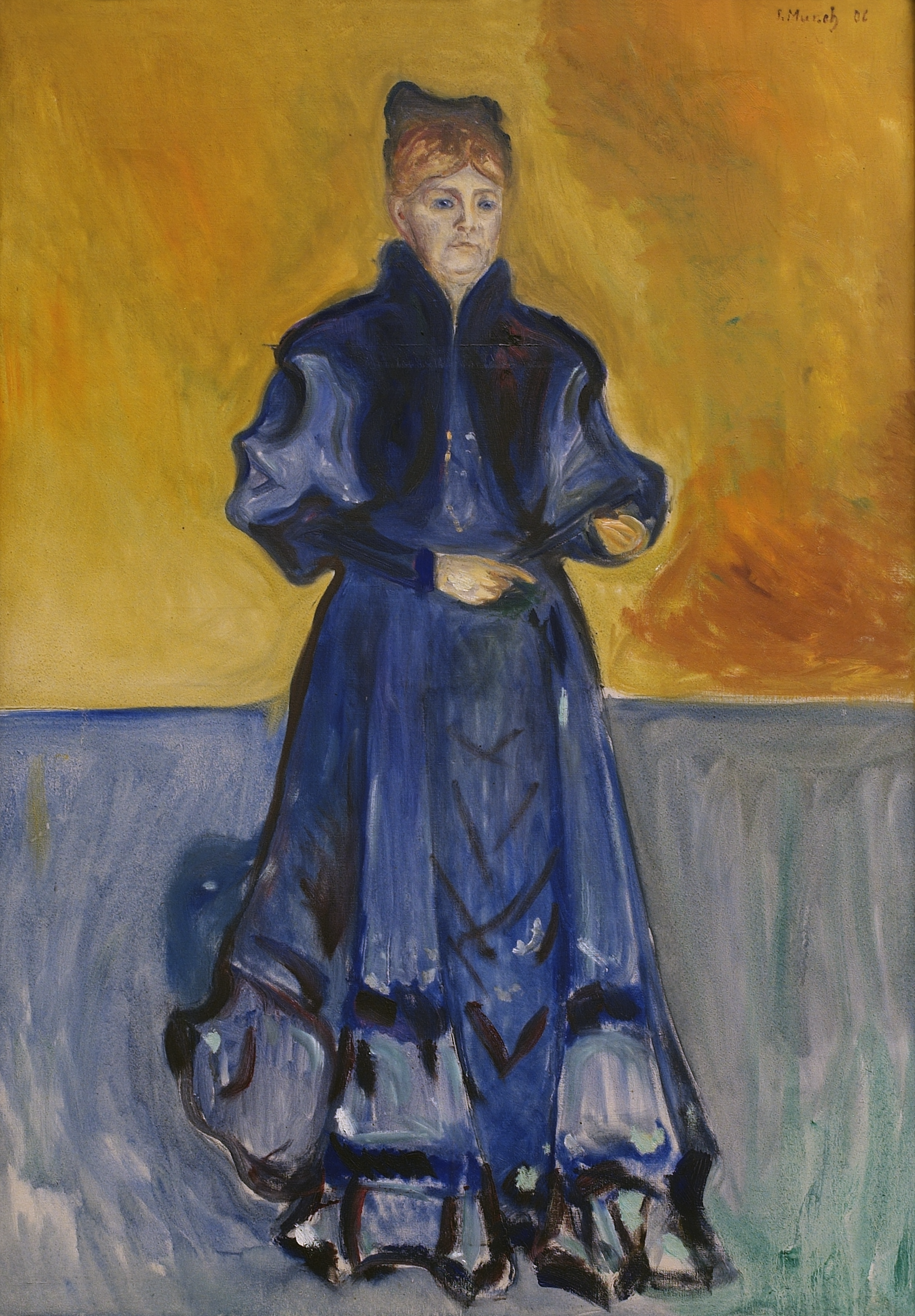
Edvard Munch: Elisabeth Förster-Nietzsche (1906), óleo sobre lienzo, 115 × 80 cm, Thielska galleriet, Estocolmo.
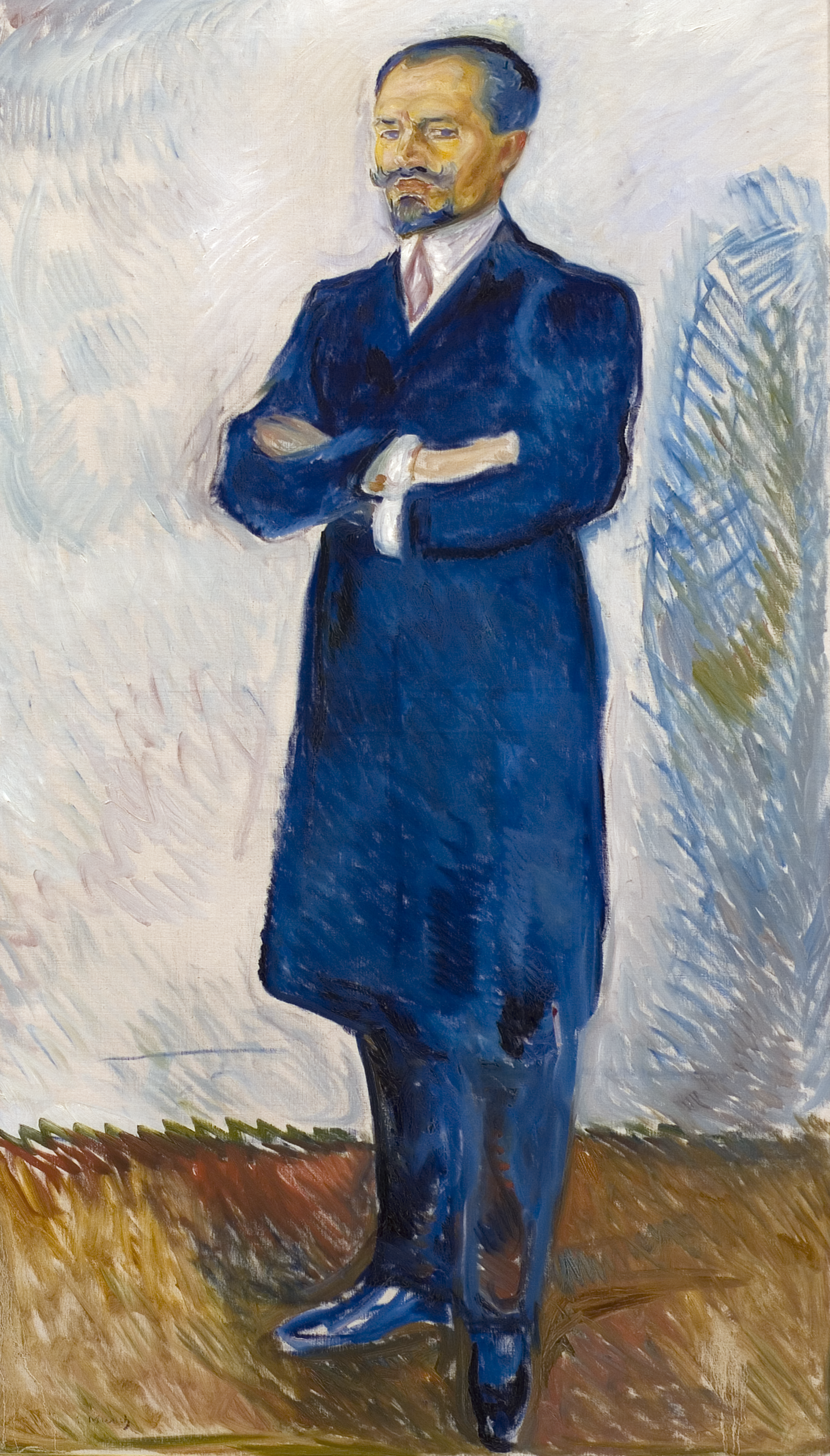
Edvard Munch: Ernest Thiel (1907), óleo sobre lienzo, 191 × 101 cm, Thielska galleriet, Estocolmo.

Para representar a Nietzsche, Munch tuvo que contentarse con fotografías y representaciones artísticas que su hermana le puso a su disposición. Estas incluyeron, por ejemplo, la serie de fotos del enfermo Nietzsche de Hans Olde y el grabado resultante, así como una fotografía de Nietzsche con la cabeza apoyada en la mano de Gustav Adolf Schultze. Este último condujo en los primeros bocetos a un Nietzsche sedente que, como la silueta de Noche en Saint-Cloud, se sienta en la ventana o a la figura de Jappe-Nilssen en Melancolía.

Hans Olde : Pequeña cabeza de Nietzsche (1900), aguafuerte, Thielska galleriet, Estocolmo.
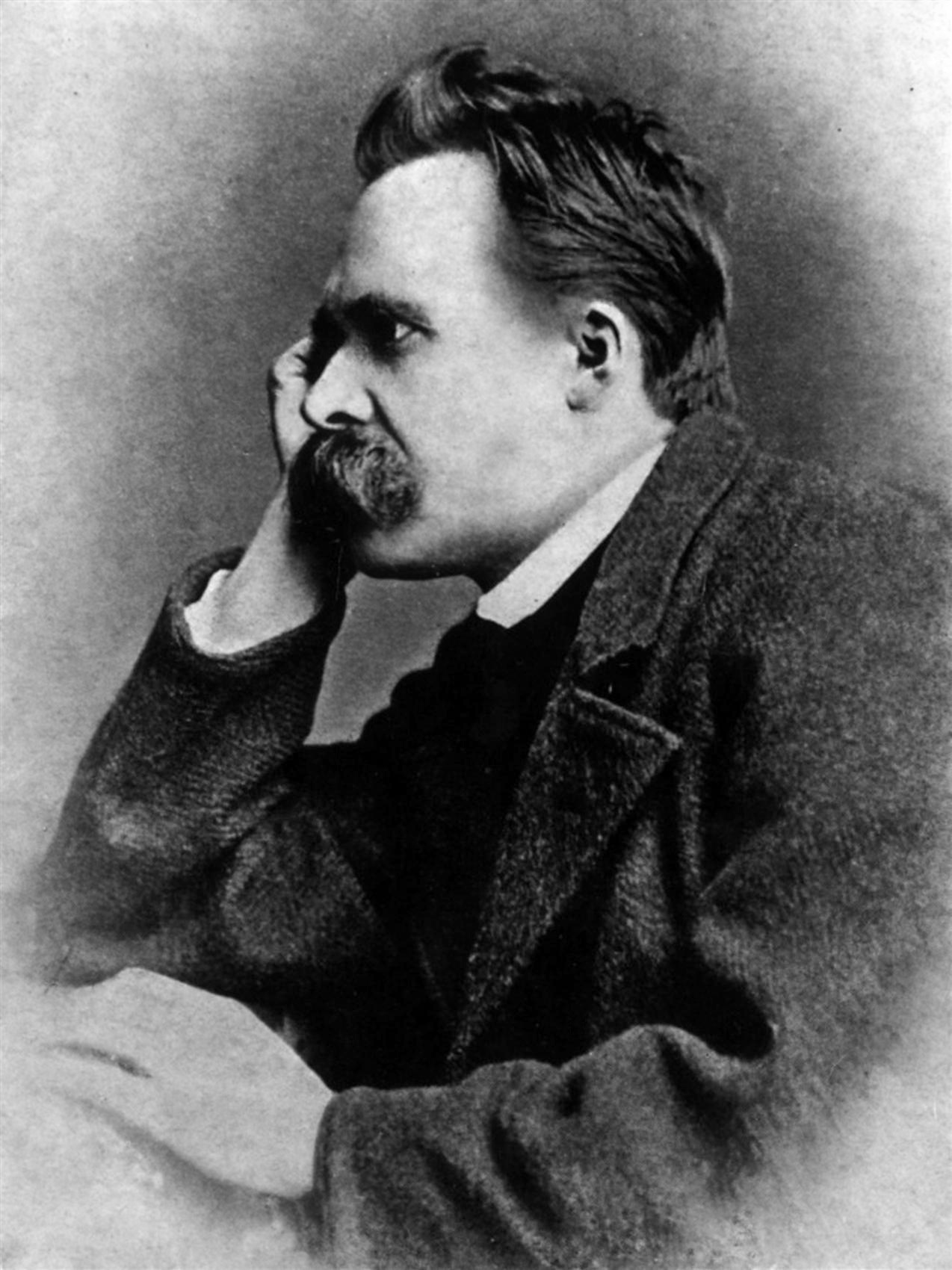
Gustav Adolf Schultze: Friedrich Nietzsche (1882), fotografía.
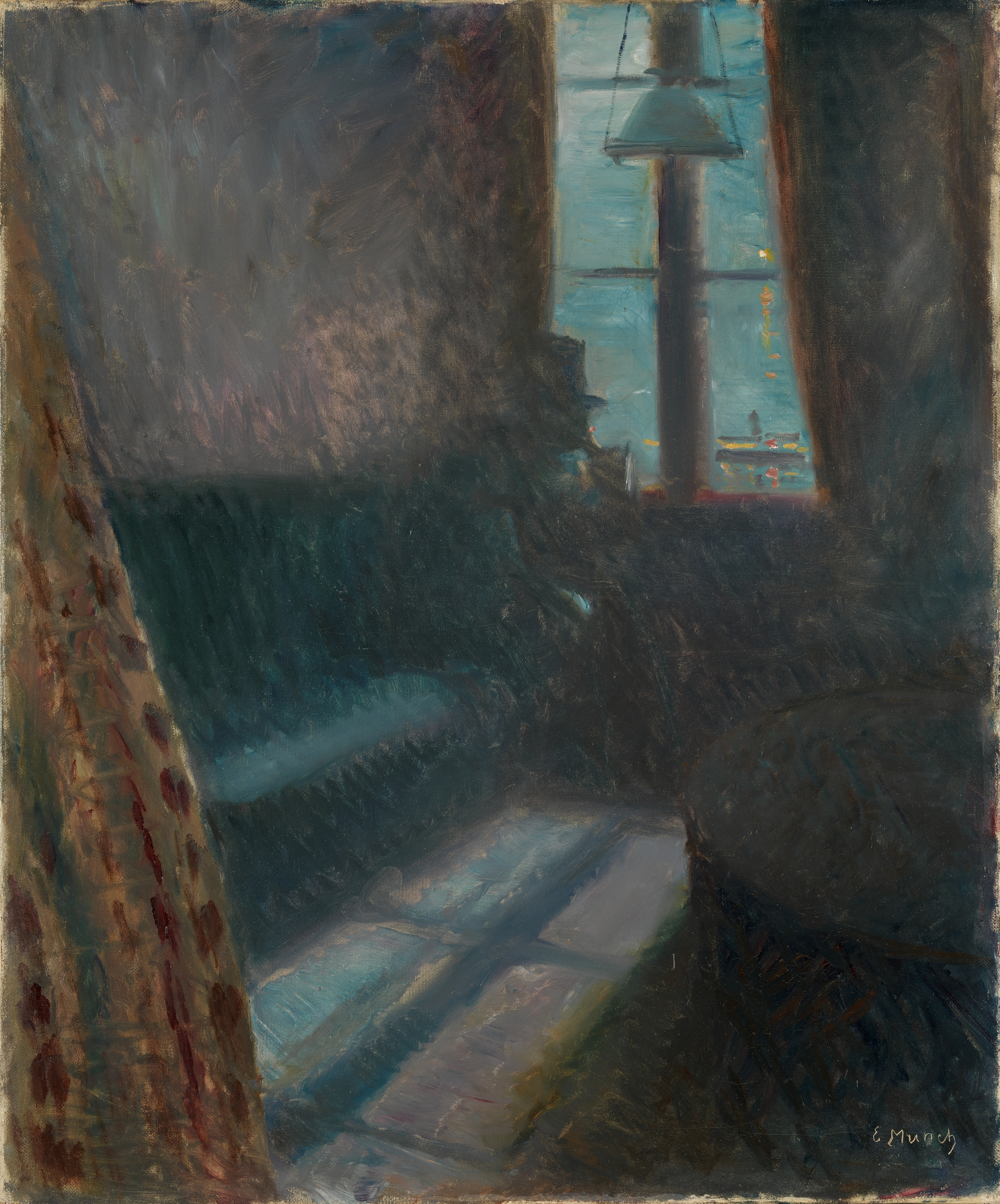
Edvard Munch: Noche en Saint-Cloud (1890), óleo sobre lienzo, 64,5 × 54 cm, Galería Nacional de Noruega, Oslo.
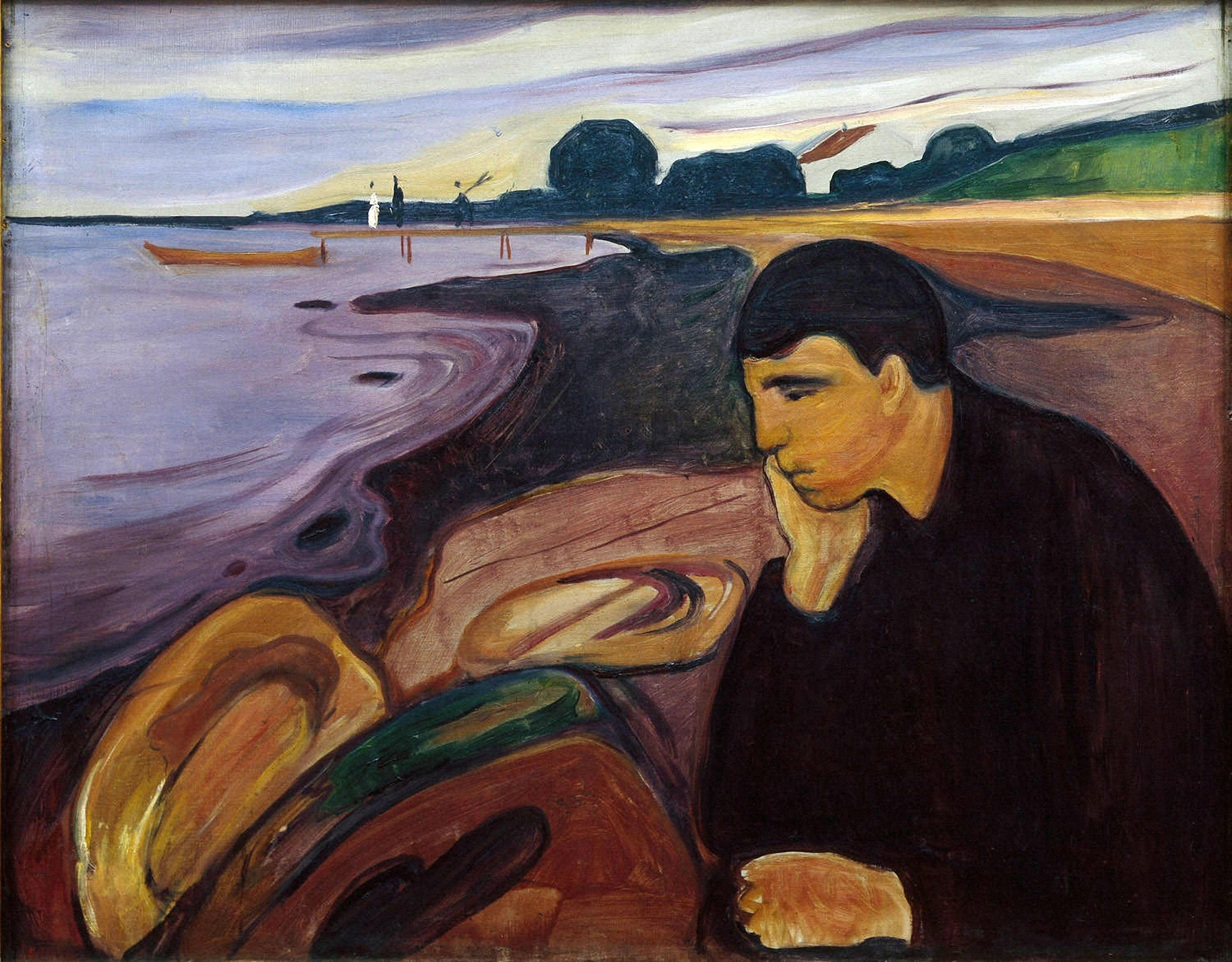
Edvard Munch: Melancolía (1894-1896), óleo sobre lienzo, 81 × 100,5 cm, Kunstmuseum, Bergen.
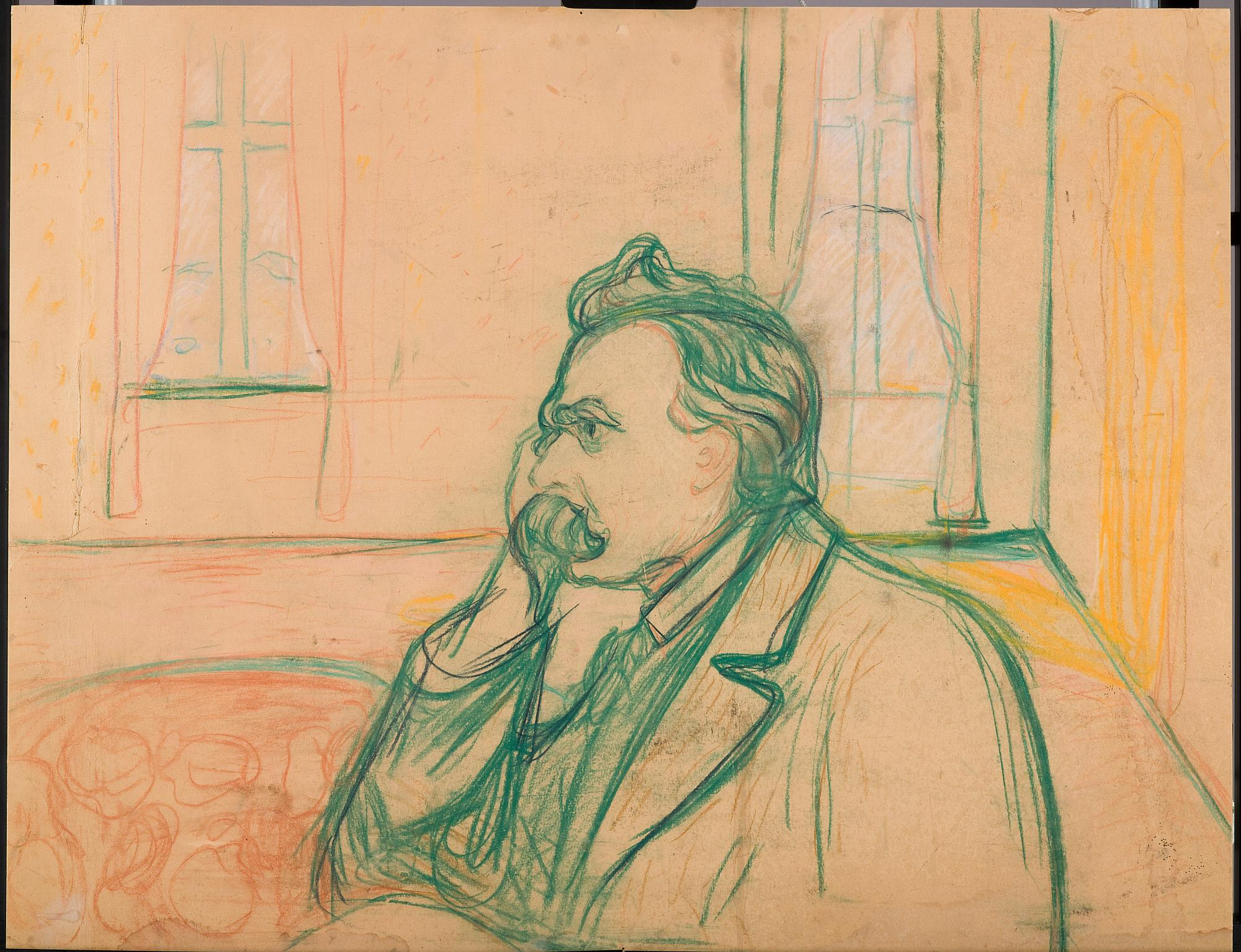
Edvard Munch: Friedrich Nietzsche (1905-06), lápiz de color sobre cartón, 71 × 91 cm, Museo Munch de Oslo.

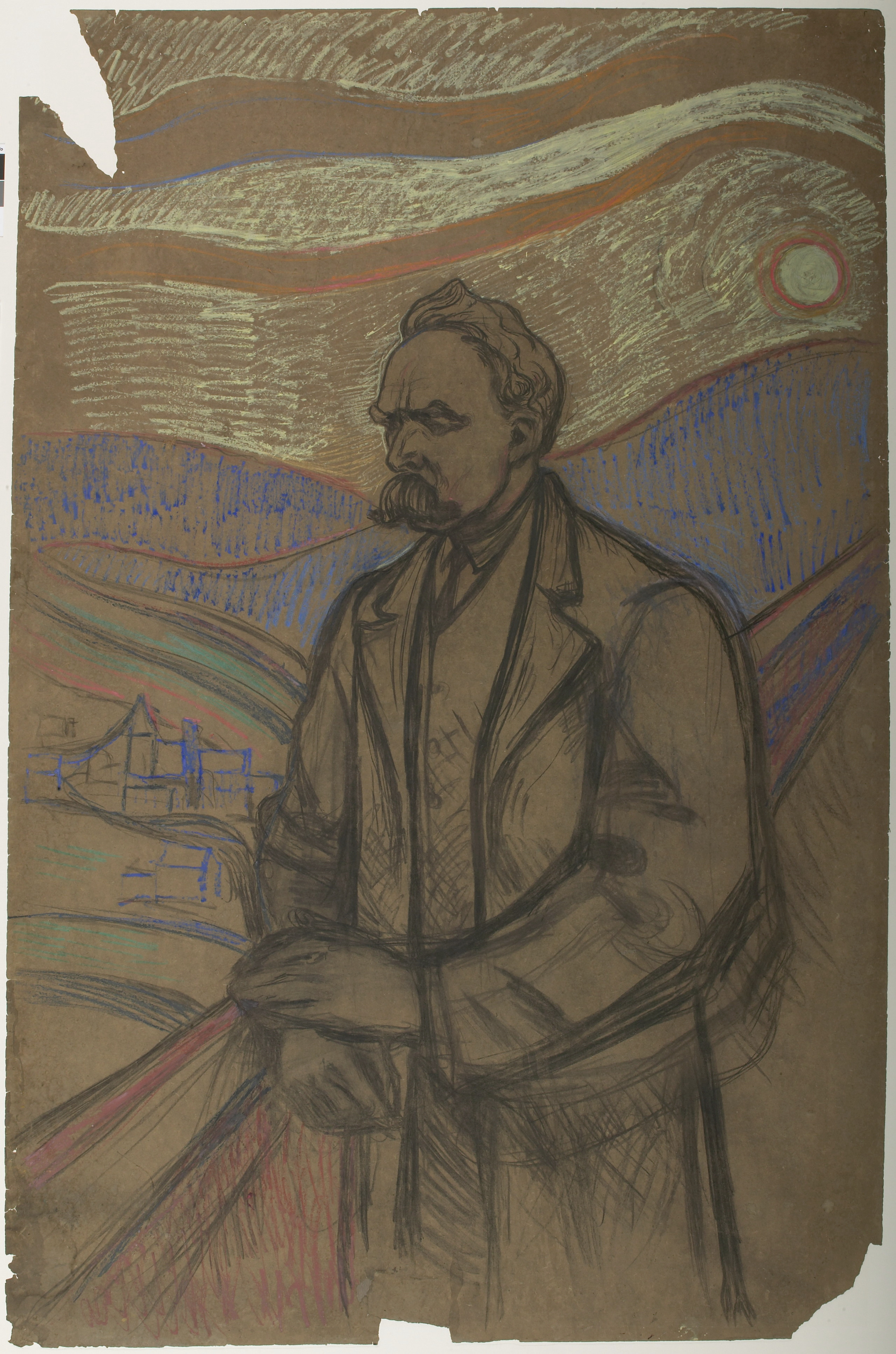
Edvard Munch: Friedrich Nietzsche (1906), carboncillo y pastel sobre papel vitela, 200 × 130 cm, Museo Munch de Oslo.

El avance posterior significó la decisión de no retratar a Nietzsche de manera realista, sino de manera abstracta, como una figura de sus propias obras, es decir, como Zaratustra. Munch escribió: “Yo […] decidí pintarlo de manera monumental y decorativa. No creo que sea correcto por mi parte representarlo ilusorio [ sic ], ya que no lo he visto con mis ojos externos. Por lo tanto, he enfatizado mi punto de vista pintándolo un poco más grande que la vida. “  Cuál de las dos versiones de pintura se creó primero después de varios bocetos aún no se ha aclarado finalmente. En el catálogo razonado de Gerd Woll de 2008, por ejemplo, la versión del Museo Munch sigue el trabajo encargado a Thiel. Los defensores de esta tesis argumentan que Munch a menudo copiaba motivos importantes para su propio uso después de una venta. Sin embargo, Detlef Brennecke justificó con las propias notas de Munch y lo esquemático de la versión del Museo Munch que este era solo un estudio preliminar y que Munch hizo cambios conscientes hacia un estado de ánimo de la composición más tranquilo y optimista.
Después de recibir la pintura, Ernest Thiel quedó "completamente encantado con esta impresionante imagen: cómo el profeta y el hombre se funden en uno. ¡Así es exactamente como deseaba tenerlo algún día! No podría haberlo hecho mejor. Munch me agradeció con la convicción: “Creo que la imagen me ha ayudado artísticamente."  Sobre todo, le trajo un nuevo patrocinador que adquirió más de sus fotografías y encargó su propio retrato, por lo que Munch declaró retrospectivamente: "Las compras de Thiel me dieron libertad económica durante dos años cuando conseguí dinero para la mayoría de las necesidades." 
El valor artístico de la obra encargada ya era controvertido en las revistas contemporáneas. Por ejemplo, en 1907 Tor Hedberg elogió “una síntesis de personalidad o, mejor dicho, la idea de personalidad” en Svenska Dagbladet. A esto le siguieron otros críticos que reconocieron lo “profético, sobrehumano” (Peter Krieger), “la expresión del abandono infinito y la locura al acecho” (Otto Benesch) o “la desesperada soledad y confusión del titán fallido” (Paul Ferdinand Schmidt), “Un genio demoníaco moderno de la melancolía” (Josef Adolf Schmoll llamado Eisenwerth). Emil Heilbut, en cambio, lo criticaba ya en 1906: “La imagen ha adquirido algo de la heráldica”, y extrañaba “aquello que se creaba naturalmente en todas partes". Josef Paul Hodin encontró “una rigidez inusual en Munch”. Para Hans Gerhard Evers, "Nietzsche se había convertido en un predicador popular burgués como un drama de Ibsen." Y Arne Eggum descubrió: "Medido según los otros estándares de Munch, este era un trabajo inusualmente convencional".

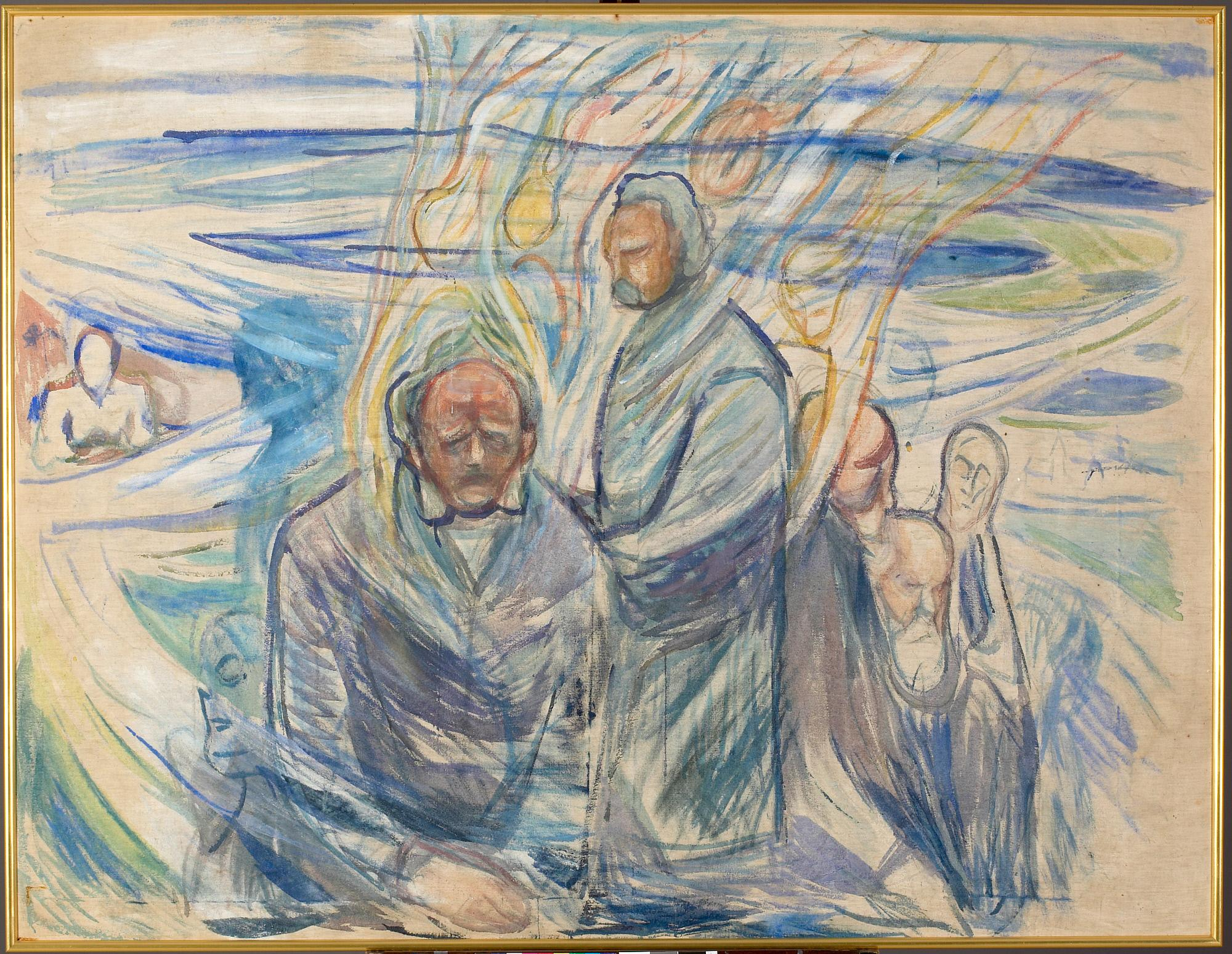
Edvard Munch: Genios: Ibsen, Nietzsche y Sócrates (1909), óleo sobre lienzo, 134,5 × 175 cm, Museo Munch de Oslo.

Mientras trabajaba en la pintura, Munch también creó una litografía en rojo y gris violeta de la cabeza de Nietzsche frente a dos crestas y un cielo estampado ondulado con un disco solar. La figura de Nietzsche reapareció nuevamente en 1909 en el cuadro Los genios, donde fue representado junto a Ibsen, Sócrates y otros pensadores que no fueron nombrados ni son reconocibles. Sin embargo, según Detlef Brennecke, el motivo no fue más allá de una "versión aproximada".